# أبيكاتا
أبيكاتا (باللاتينية: Apicata) هي نبيلة رومانية من القرن الأول، كانت زوجة سيجانوس أحد المقربين من الإمبراطور طيباريوس. كانت ابنة ماركوس غافيوس أبيشيوس طباخ الإمبراطور. أنجبت من سيجانوس ثلاثة أبناء قبل أن يقوم بتطليقها في سنة 23، حيث أراد الزواج من ليفيلا زوجة دروسوس يوليوس قيصر ابن الإمبراطور طيباريوس. في سنة 31 تم اعدام زوجها السابق سيجانوس بتهمة التآمر ضد الإمبراطور، وطبقاً للقانون الروماني تم تنفيذ الإعدام على ابنها الأول سترابو بعد ستة أيام. أرادت الحصول على عفو الإمبراطور على ابنيها بأي طريقة فكشفت له عن قيام كل من ليفيلا وزوجها السابق سيجانوس عن مخطط قتل ابن الإمبراطور دروسوس يوليوس قيصر، ليتم اعدام ليفيلا في تلك السنة. وعلى الرغم من كشفها للمخطط الا ان الإمبراطور طيباريوس لم يعفو عن ابنيها إيليا يونيلا وكابيتو إيليانوس فانتحرت قبل اعدامهم.